# Saint-Jean-d'Angle
Saint-Jean-d'Angle là một xã trong tỉnh Charente-Maritime trong vùng Nouvelle-Aquitaine, tây nam nước Pháp. Xã Saint-Jean-d'Angle nằm ở khu vực có độ cao trung bình mét trên mực nước biển.